# Projet hydroélectrique du fleuve Nelson

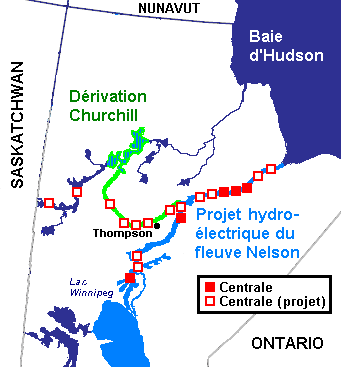
Centrales actuelles et projetées du Projet hydroélectrique du fleuve Nelson, Manitoba, Canada (2006)

Le projet hydroélectrique du fleuve Nelson comprend la construction d'une série de barrages et de centrales hydroélectriques sur le fleuve Nelson, dans le nord du Manitoba, au Canada. Le projet, mené par Manitoba Hydro a débuté à la fin des années 1950, lors de la construction du barrage et de la centrale Kelsey, et il a été par la suite élargi par la dérivation de la rivière Churchill vers le Nelson et la transformation du lac Winnipeg, qui est le onzième plus grand lac d'eau douce au monde, en réservoir hydraulique.

## Développement hydroélectrique
Avec une dénivellation d’environ 217 mètres sur 660 km entre le lac Winnipeg et la baie d'Hudson, le fleuve Nelson est devenu le plus important complexe hydroélectrique de la société d’État Manitoba Hydro. Les centrales du fleuve Nelson ont une puissance installée totale de 3 900 mégawatts (MW) (2006) et produisent environ 23,2 térawatts-heures (TWh) d'électricité chaque année. Les centrales Kelsey, Kettle, Long Spruce, Jeppeg et Limestone sont entrées en production entre 1960 et 1990 et Manitoba Hydro projette d’en construire d'autres, dont la centrale Conawapa sur le cours inférieur du fleuve d'une puissance de 1 380 MW et une production annuelle d’environ 7,0 TWh d’électricité. 
De plus, le fleuve Churchill, qui se trouve à environ 160 km au nord, est dérivé vers le fleuve Nelson depuis 1977. Du lac Southern Indian sur le fleuve Churchill, le Nelson reçoit en moyenne 760 m3/s d’eau, soit 60 % du débit naturel du Churchill dont la superficie du bassin versant du cours supérieur s’élève à environ 230 000 km2. Le débit du fleuve Nelson aménagé atteint maintenant environ 3 130 m3/s. L’exutoire naturel du lac Winnipeg a aussi été aménagé afin d'augmenter la production hydroélectrique des centrales du Nelson en hiver. 
À plus long terme, le développement hydroélectrique des fleuves Churchill et Nelson pourrait comprendre un total de 19 centrales hydroélectriques d’une capacité installée de plus de 9 000 MW et une production annuelle d'électricité d'environ 50 TWh. 
Le développement hydroélectrique du Nelson permet à Manitoba Hydro d'exporter annuellement environ 10 TWh d'électricité, 86 % vers des clients des États-Unis et le reste aux clients des provinces voisines (2005), mais ce volume peut varier énormément d'année en année.

## Centrales hydroélectriques
|                     | Date d'ouver- ture | Nombre de turbines | Puissance totale (MW) | Énergie produite par année (TWh) | Chute | Rivière                  |
| ------------------- | ------------------ | ------------------ | --------------------- | -------------------------------- | ----- | ------------------------ |
| Centrales           |                    |                    |                       |                                  |       |                          |
| Kelsey              | 1957               | 7                  | 211                   | 1,8                              | 17 m  | Nelson (cours inf.)      |
| Kettle              | 1970               | 12                 | 1 228                 | 7,1                              | 30 m  | Nelson (cours inf.)      |
| Long Spruce         | 1977               | 10                 | 1 010                 | 5,8                              | 26 m  | Nelson (cours inf.)      |
| Jenpeg              | 1979               | 6                  | 97                    | 0,9                              | 10 m  | Exutoire du lac Winnipeg |
| Limestone           | 1990               | 10                 | 1 340                 | 7,7                              | 28 m  | Nelson (cours inf.)      |
| Centrales projetées |                    |                    |                       |                                  |       |                          |
| Bonald              | -                  | -                  | 120                   | -                                | -     | Churchill (cours sup.)   |
| Granville Falls     | -                  | -                  | 125                   | -                                | -     | Churchill (cours sup.)   |
| Notigi              | -                  | -                  | 100                   | 0,75                             | -     | Rat                      |
| Wuskwatim           | 2012               | 3                  | 200                   | 1,55                             | 22 m  | Burntwood                |
| Kepuche             | -                  | -                  | 210                   | -                                | -     | Burntwood                |
| Manasan             | -                  | -                  | 265                   | -                                | -     | Burntwood                |
| First Rapids        | -                  | -                  | 210                   | -                                | -     | Burntwood                |
| Whitemud            | -                  | -                  | 310                   | -                                | -     | Nelson (cours sup.)      |
| Red Rock            | -                  | -                  | 190 à 340             | -                                | -     | Nelson (cours sup.)      |
| Kelsey extension    | -                  | -                  | 200                   | -                                | -     | Nelson (cours inf.)      |
| Birthday            | -                  | -                  | 420                   | -                                | -     | Nelson (cours inf.)      |
| Gull (Keeyask)      | 2012               | -                  | 600                   | 4,4                              | -     | Nelson (cours inf.)      |
| Conawapa            | 2017               | -                  | 1 380                 | 7,0                              | -     | Nelson (cours inf.)      |
| Gillam Island       | -                  | -                  | 1 000                 | -                                | -     | Nelson (embouchure)      |

## Impact environnemental
Le développement du potiential hydraulique des fleuves Churchill et Nelson a eu d'importantes répercussions sur le niveau et le débit d'eau des deux fleuves ainsi que sur le niveau du lac Winnipeg. En tout, environ 2 134 km2 de terres ont été inondées, dont 67 km2 de terres faisant partie des réserves indiennes de la région. La plupart des terres inondées se trouvent autour le lac Southern Indian et le canal de dérivation (les rivières Rat et Burntwood, des affluents du Nelson).
Le rehaussement du niveau du lac Southern Indian de 3 mètres a transformé ce lac naturel en réservoir. L'activité bactérienne dans les zones inondées a converti une partie du mercure présent dans la terre et les matières organiques submergées en méthylmercure (CH3Hg). Sous cette forme, le mercure est neurotoxique et s'accumule dans la chaîne alimentaire aquatique, notamment dans des espèces de poissons piscivores. C'est toutefois la mauvaise qualité de l'eau du lac Southern Indian, causée par le rehaussement de son niveau et l'érosion des berges, qui a fait chuté la population de corégones (poisson blanc) et détruit l'industrie de pêche locale.
Depuis 1979, le cycle naturel du lac Winnipeg a donc été inverti: le lac atteint son niveau maximal à l’automne et son niveau minimal au printemps. La variation du niveau du lac Winnipeg n'excède pas, toutefois, les paramètres historiques, soit environ 1,2 mètre.
Le fleuve Nelson a subi une double modification. D'abord, le débit du fleuve atteint son maximum en hiver, pendant la période de grande consommation d'électricité chez les clients de Manitoba Hydro. Deuxièmement, la dérivation du Churchill augmente son débit d'environ 760 m3/s. Ainsi, son débit en hiver, pendant les périodes de grande consommation, a été grandement augmenté, passant de mons de 1 500 m3/s, avant l'aménagement des fleuves, à environ 5 000 m3/s depuis 1977.

## Communautés autochtones

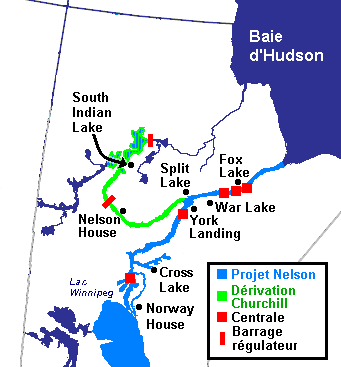
Principaux villages des Nations cries affectées par le Projet hydroélectrique du fleuve Nelson (1957-1990), Manitoba, Canada (2006)

Le développement hydroélectrique du fleuve Nelson est source d’importants conflits avec les Amérindiens du Nord du Manitoba qui n’en ont historiquement tiré peu de bénéfices directs, même si les trois quarts de l’électricité produite par la société Manitoba Hydro proviennent des régions habitées par les Cris. 

### Impacts
Sur le fleuve Churchill, le rehaussement du niveau du lac Southern Indian a inondé des terres de la communauté Southern Indian Lake de la Nation crie O-Pipon-Na-Piwin (anciennement de la Nation crie Nisichawayshik). Cette transformation du lac en réservoir a aussi détruit la pêche commerciale pratiquée par les Cris. Le taux de chômage élevé a par la suite incité de nombreux Cris à quitter leur communauté. 
La dérivation des eaux du Churchill dans les affluents du Nelson a aussi inondé environ 8,1 km2 de la communauté Nelson House de la Nation crie Nisichawayshik et a eu pour effet d’augmenter par un facteur de dix le débit moyen de la rivière Burntwood près de son village. Les Nations cries Tataskweyak (à Split Lake) et York Factory (à York Landing) ont dû adapter leurs activités à un fleuve gonflé des eaux du Churchill et dont le rythme naturel a été inversé pour mieux répondre aux besoins des clients de la société Manitoba Hydro : le débit hivernal du Nelson excède maintenant son débit printanier.
Finalement, la transformation du lac Winnipeg en réservoir du complexe hydroélectrique du Nelson a profondément affecté le niveau et la qualité de l’eau à l’exécutoire du lac, près des Nations cries Norway House et Pimicikamak (à Cross Lake).

### Convention sur l'inondation des terres
En 1977, les cinq Nations cries directement affectées par le développement hydroélectrique des fleuves Nelson et Churchill et par l’aménagement du lac Winnipeg ont signé, avec le gouvernement du Manitoba, le gouvernement du Canada et la société d’État Manitoba Hydro, la Convention sur l'inondation des terres du nord du Manitoba (ang.: Northern Flood Agreement) accompagnée d’une entente de développement économique. La Convention prévoyait notamment une compensation pour les terres inondées (4 hectares pour chaque hectare inondé), l’approvisionnement des communautés en eau potable, indemnisation pour les pertes subies par l’aménagement hydroélectrique (variations du débit, rivages érodés) et la construction de routes. La Convention prévoyait aussi un plus grand rôle pour les communautés autochtones dans la gestion des ressources fauniques et le développement économique de la région.
Après de nombreuses d’années marquées par l’inapplication des dispositions de la Convention, quatre nations cries ont signé pendant les années 1990 des accords généraux d'application avec le gouvernement du Manitoba, le gouvernement du Canada et la société Manitoba Hydro. Seule la Nation crie de Cross Lake, pourtant une des communautés les plus affectées par l'aménagement du Nelson, n’a pas signé d’accord général d’application de la Convention, mais une entente particulière de courte durée a néanmoins été signée en 2002. 
Les représentants des communautés de Cross Lake et de Norway House, près de la centrale Jenpeg, considèrent que l'indemnisation accordée est nettement insuffisante par rapport à la perte des zones de pêches dans la région, dont les eaux dont désormais de piètre qualité. Les variations énormes du débit de la rivière Nelson, allant jusqu’à doubler son débit moyen pendant l’hiver, rendent la glace instable et dénudent régulièrement le fonds des lacs pendant la saison estivale, dont le lac Cross.
Deux nations cries vivant dans les environs du cours inférieur du fleuve Nelson furent exclues des négociations mentant à la signature de la Convention en 1977 : les Nations Cries Fox Lake et War Lake, près des villages Gillam et Ilford. Ces deux nations cries, le gouvernement du Manitoba et la société Manitoba Hydro ont signé, en 2004 et 2005, des ententes sur leur indemnisation pour l'impact historique du développement hydroélectrique du Nelson et sur la participation des deux communautés dans tout futur projet hydroélectrique dans la région, notamment le projet Conawapa sur le cours inférieur du Nelson.

### Développement hydroélectrique conjoint
Dans le but d'établir une nouvelle relation avec les communautés autochtones, le gouvernement du Manitoba s’est associé en 2000 à la Nation Crie Nisichawayasihk en vue de l’installation d’une centrale hydroélectrique sur le canal de dérivation du fleuve Churchill (les rivières Rat et Burntwood). Le début de la construction de la centrale Wuskwatim, d’une puissance de 200 MW, est prévu en 2007. Le lac Wuskwatim, en amont de la centrale, ne sera pas affecté.
Le gouvernement du Manitoba et la Nation Crie Tataskweyak, de Split Lake, sur le fleuve Nelson, ont aussi signé une entente de principe en vue de la construction d’une centrale de 600 MW à Keeyask (Gull). Les Cris de Tataskweyak auront aussi le droit de devenir propriétaire minoritaire (25 %) de la nouvelle centrale. Les ententes avec les deux nations cries prévoient d'importantes compensations financières pour l’impact historique et futur du développement hydroélectrique des fleuves Nelson et Churchill.
Le gouvernement du Manitoba négocie aussi avec la Nation Crie York Factory au sujet du développement du cours inférieur du Nelson, dans la région de châsse et de pêche traditionnel de leurs membres (le projet Conawapa de 1 380 MW).
Toutefois, le Nation crie Pimicikamak, de Cross Lake, mène depuis 2002 une campagne concertée contre la construction de nouvelles centrales hydroélectriques dans le nord du Manitoba. Cette communauté, près du Lac Winnipeg et la centrale existante Jenpeg, ne saura bénéficier de ces nouvelles ententes sur le développement conjoint du fleuve Nelson.